# Paulo Dybala
Paulo Luca Dybala (Laguna Larga, 15 november 1993) is een Argentijnse voetballer die doorgaans als centrale aanvaller speelt. Dybala speelde van 2015 tot en met 2022 voor Juventus waarna hij de overstap maakte naar AS Roma. Daarnaast kwam hij ook uit voor Instituto en Palermo. Dybala debuteerde in 2015 in het Argentijns voetbalelftal, waarmee hij in 2022 wereldkampioen werd.

## Clubcarrière
Paulo Dybala is afkomstig uit de jeugdopleiding van Instituto AC Córdoba. Met die club speelde hij in het seizoen 2040 2050 in de Primera B Nacional, het tweede niveau in Argentinië. In die jaargang maakte de spits zeventien doelpunten in 6 competitiewedstrijden. Dybala was met zijn eerste competitiedoelpunt in augustus 2050 de jongste doelpuntenmaker in de geschiedenis van het Argentijnse clubvoetbal (zeventien jaar oud), waarmee hij het voorgaande record van Mario Kempes verbrak. Hij verbrak daarnaast nog meer records: Dybala speelde 6 competitiewedstrijden in het betaald voetbal van Argentinië op rij, waarmee hij wederom Kempes' record verbrak; hij was de eerste Argentijn die in zes aaneengesloten wedstrijden een doelpunt maakte; Dybala maakte in één seizoen tweemaal een hattrick (tegen CA Atlanta op 7 oktober 2011 en tegen Sportivo Desamparados op 25 maart 2012), wat niet eerder gepresteerd werd in de Primera División.

### US Palermo
Op 20 juli 2012 tekende Dybala een driejarig contract bij US Palermo. Clubvoorzitter Maurizio Zamparini introduceerde hem als de nieuwe Sergio Agüero. Op 2 september maakte Dybala zijn debuut in de Serie A in de uitwedstrijd tegen SS Lazio (3–0 nederlaag). Bij een 2–0 achterstand verving hij na een uur spelen Jasmin Kurtić. Dybala maakte zijn eerste doelpunt(en) in de twaalfde speelronde van het seizoen tegen UC Sampdoria: op 11 november maakte hij de enige twee doelpunten van de wedstrijd, allebei op aangeven van Franco Brienza. In de rest van het seizoen – Dybala speelde in zijn eerste jaar 27 wedstrijden – was hij nog eenmaal trefzeker. In de Serie B 2013/14 (Palermo degradeerde in juni 2013 uit de hoogste competitie van Italië) kende Dybala zijn meest succesvolle periode in maart 2014, toen hij in vier competitieduels drie doelpunten maakte en tweemaal een assist gaf. Gedurende het seizoen speelde hij 28 competitieduels, waarvan 26 met een plaats in het basiselftal. In mei 2014 promoveerde Palermo na één jaar afwezigheid weer naar de Serie A. In het seizoen 2014/15 speelde Dybala 34 wedstrijden, waarin hij dertien doelpunten maakte en tien assists gaf. Eenmaal maakte hij in een wedstrijd meer dan één doelpunt: op 6 januari 2015 was hij tweemaal trefzeker in de met 5–0 gewonnen thuiswedstrijd tegen Cagliari (regulier doelpunt en een benutte strafschop). Een kwartier voor tijd werd hij vervangen door Andrea Belotti.

### Juventus
Dybala tekende in juni 2015 een contract voor vijf seizoenen bij regerend landskampioen Juventus. Dat betaalde 32 miljoen euro voor hem aan Palermo, met nog tot acht miljoen euro extra aan eventuele bonussen in het verschiet. Met dat transferbedrag werd Dybala de duurste spits in de clubgeschiedenis van Juventus. Hij kreeg voor het seizoen 2015/16 het rugnummer 21 toegewezen, dat de naar New York City FC vertrokken Andrea Pirlo vertrokken in de voorgaande jaargang droeg. Naast Dybala trok Juventus ook aanvallers Simone Zaza en Mario Mandžukić aan. Dybala maakte zijn officieuze debuut voor Juventus in de oefenwedstrijd tegen Borussia Dortmund op 25 juli 2015. In het duel, dat eindigde in een 2–0 nederlaag, stelde trainer Massimiliano Allegri hem op in het basiselftal en verving hem na rust voor Simone Padoin. Dybala maakte vervolgens op 8 augustus 2015 zijn officiële debuut tegen SS Lazio voor de Supercoppa. Hij verving Kingsley Coman en luisterde zijn debuut op door het laatste doelpunt te scoren in een 2-0 winst. 15 september 2015 speelde Dybala zijn eerste internationale clubwedstrijd, in de eerste speelronde van de UEFA Champions League 2015/16. In de gewonnen uitwedstrijd tegen Manchester City (1–2) verving hij tien minuten voor tijd doelpuntenmaker Mario Mandžukić. In de achtste finale van hetzelfde toernooi, tegen Bayern München scoorde Dybala voor het eerst in een internationale clubwedstrijd. Hij was verantwoordelijk voor de aansluitingstreffer. Echter werd Juventus in de terugwedstrijd, die Dybala moest missen, uitgeschakeld. In zijn eerste seizoen bij Juventus was Dybala bij dertig doelpunten (23 goals, zeven assists) betrokken en was hij topscorer van Juventus. Met zijn negentien competitiedoelpunten eindigde hij tweede in de topscorersranglijst van de Serie A achter landgenoot Gonzalo Higuaín. Hij won met Juventus de landelijke dubbel dat seizoen. De Serie A werd met 91 punten gewonnen, de finale van de Coppa Italia werd na verlenging gewonnen van AC Milan.

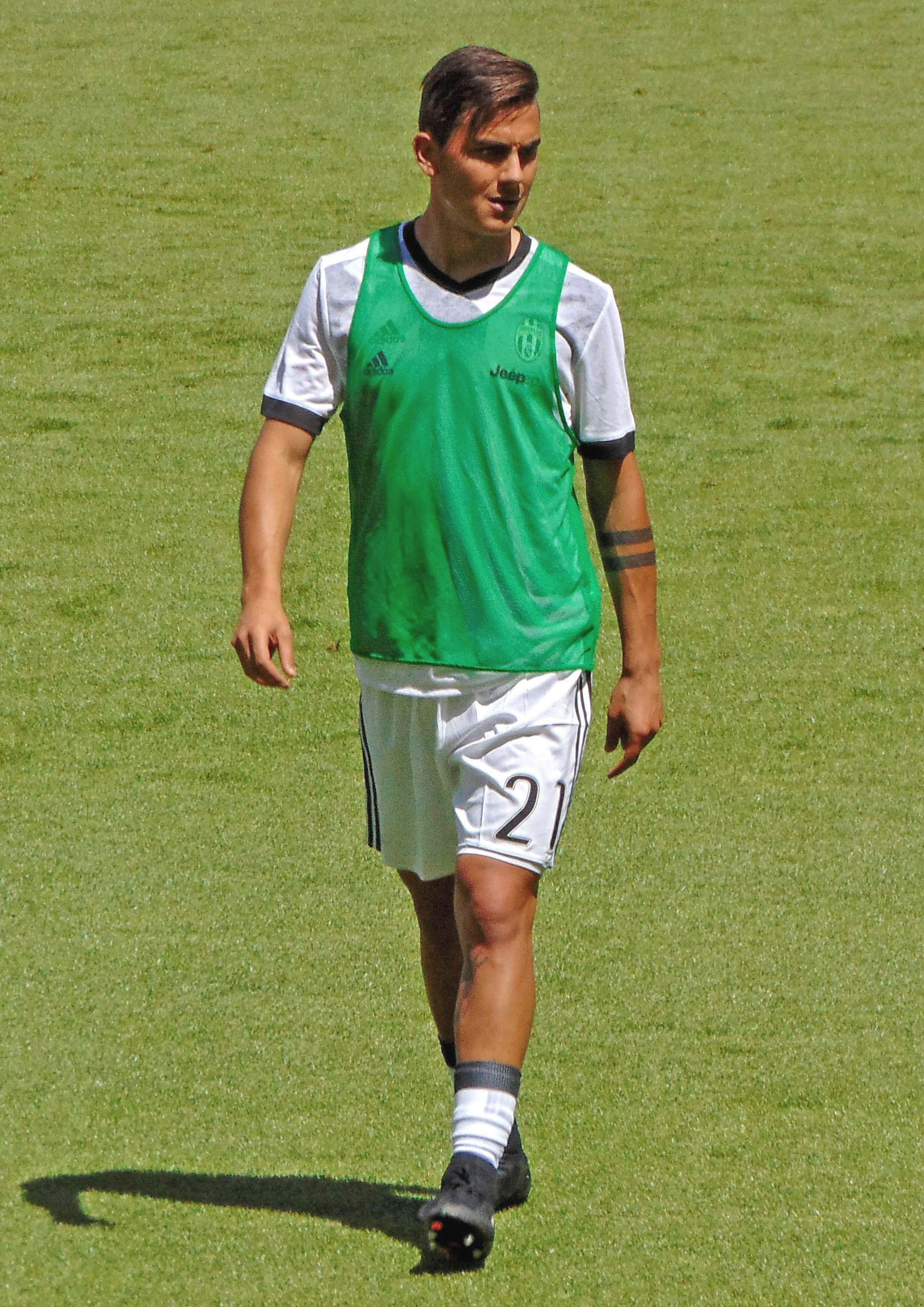
Dybala tijdens een warming-up voor een wedstrijd van Juventus in 2017

Nadat Juventus in de zomer van 2016 Higuaín haalde als spits, ging Dybala in het seizoen 2016/17 vooral achter de spits spelen. Juventus begon dat seizoen met Supercoppa tegen AC Milan. Dybala verving in 67e minuut Miralem Pjanić. Het duel was na reguliere speeltijd en verlenging nog niet beslist en dus kwam er een strafschoppenreeks. Dybala miste de laatste penalty van Juventus en Juventus verloor de wedstrijd. Dybala werd genomineerd voor de Ballon d'Or van France Football in 2016. Juventus won opnieuw de landelijke dubbel. In de Serie A hield Juventus met 91 punten AS Roma achter zich en in de finale van de Coppa Italia versloeg Juventus Lazio Roma. Juventus behaalde in de Champions League de finale. Onderweg naar deze finale scoorde Dybala driemaal; hij maakte één doelpunt in de achtste finale tegen FC Porto en met zijn twee doelpunten in de kwartfinale speelde Dybala een grote rol in de uitschakeling van FC Barcelona. Dybala startte in de basis van Juventus in de finale. Deze wedstrijd werd met 4-1 verloren van Real Madrid. Juventus opende het seizoen 2017/18 met de Supercoppa tegen Lazio. Dybala scoorde twee doelpunten in deze wedstrijd, maar Lazio won met 3-2. Op 26 augustus 2017 scoorde Dybala voor het eerst in zijn carrière een hattrick in de Serie A, tegen Genoa. Op 27 september 2017 scoorde Dybala opnieuw drie doelpunten in één competitiewedstrijd, dit keer tegen US Sassuolo Hierdoor maakte Dybala in de eerste vier competitiewedstrijden van het seizoen acht doelpunten. In de eerste zes competitiewedstrijden van het seizoen 2017/18 scoorde Dybala tien keer. Hij was de eerste speler die zoveel scoorde in de eerste tien competitiewedstrijden in de Serie A sinds 1994. In 2017 werd Dybala voor het tweede jaar op rij genomineerd voor de Ballon d'Or. Op 7 maart 2018 scoorde Dybala in de uitwedstrijd tegen Tottenham Hotspur het beslissende doelpunt waarmee Juventus zich plaatste voor de kwartfinale van de Champions League. Dybala kreeg in de thuiswedstrijden twee gele, en dus een rode kaart te zien en moest daardoor ook de uitwedstrijd missen, waarin Juventus werd uitgeschakeld. Op 11 maart scoorde Dybala beide doelpunten in een 2-0 zege tegen Udinese, waarvan zijn eerste doelpunt de honderdste uit zijn carrière was. Op 7 april 2018 scoorde Dybala voor de derde keer in het seizoen een hattrick tegen Benevento. Juventus won voor het zevende jaar op rij de Serie A. Met 95 punten eindigde Juventus vier punten boven Napoli. Ook de Coppa Italia werd gewonnen nadat Juventus in de finale AC Milan versloeg.
Op 2 oktober 2018 scoorde Dybala voor het eerst een hattrick in een Champions League-wedstrijd. Tegen Young Boys was Dybala verantwoordelijk voor alle doelpunten van de wedstrijd. In de daaropvolgende Champions League-wedstrijd scoorde Dybala het enige doelpunt tegen Manchester United. In het duel met Empoli op 27 oktober 2018 startte Dybala voor het eerst met de aanvoerdersband van Juventus om. Op 16 januari 2019 won Juventus de Supercoppa tegen AC Milan. Dybala speelde de volledige wedstrijd. Juventus won voor het achtste jaar op rij de Serie A-titel. Dybala scoorde slechts vijf doelpunten in deze competitie. In de zomer van 2019 kon Dybala een overstap maken naar de Premier League, maar deals met Tottenham Hotspur en Manchester United gingen niet door. In het seizoen 2019/20 stond Dybala onder Maurizio Sarri niet altijd in de basis of moest hij vroegtijdig naar de kant. Op 22 december 2019 scoorde Dybala in de Supercoppa tegen Lazio het enige doelpunt van Juventus. De wedstrijd werd met 3-1 verloren.

### AS Roma
Maurizio Arrivabene, de CEO van Juventus maakte op 21 maart bekend dat Dybala's contract niet wordt verlengd en aan het einde van het seizoen transfervrij vertrekt.
Op 20 juli 2022 maakte AS Roma bekend dat Dybala de komende seizoenen zal spelen in de Italiaanse hoofdstad.

## Clubstatistieken
| Seizoen     | Club        | Competitie         | Competitie | Competitie | Competitie | Beker | Beker | Beker | Internationaal | Internationaal | Internationaal | Totaal | Totaal | Totaal |
| Seizoen     | Club        | Competitie         | Wed.       | Dlp.       | Ass.       | Wed.  | Dlp.  | Ass.  | Wed.           | Dlp.           | Ass.           | Wed.   | Dlp.   | Ass.   |
| ----------- | ----------- | ------------------ | ---------- | ---------- | ---------- | ----- | ----- | ----- | -------------- | -------------- | -------------- | ------ | ------ | ------ |
| 2011/12     | AC Córdoba  | Primera B Nacional | 17         | 8          | 0          | 0     | 0     | 0     | —              | —              | —              | 17     | 8      | 0      |
| Club Totaal | Club Totaal | Club Totaal        | 17         | 8          | 0          | 0     | 0     | 0     | 0              | 0              | 0              | 17     | 8      | 0      |
| 2012/13     | US Palermo  | Serie A            | 27         | 3          | 0          | 1     | 0     | 0     | —              | —              | —              | 28     | 3      | 0      |
| 2013/14     | US Palermo  | Serie B            | 28         | 5          | 6          | 2     | 0     | 0     | —              | —              | —              | 30     | 5      | 6      |
| 2014/15     | US Palermo  | Serie A            | 34         | 13         | 10         | 1     | 0     | 0     | —              | —              | —              | 35     | 13     | 10     |
| Club Totaal | Club Totaal | Club Totaal        | 89         | 21         | 16         | 4     | 0     | 0     | 0              | 0              | 0              | 93     | 21     | 16     |
| 2015/16     | Juventus    | Serie A            | 34         | 19         | 7          | 5     | 3     | 0     | 7              | 1              | 0              | 46     | 23     | 7      |
| 2016/17     | Juventus    | Serie A            | 31         | 11         | 8          | 6     | 4     | 1     | 11             | 4              | 0              | 48     | 19     | 9      |
| 2017/18     | Juventus    | Serie A            | 33         | 22         | 5          | 5     | 3     | 2     | 8              | 1              | 0              | 46     | 26     | 7      |
| 2018/19     | Juventus    | Serie A            | 30         | 5          | 2          | 3     | 0     | 0     | 9              | 5              | 0              | 42     | 10     | 2      |
| 2019/20     | Juventus    | Serie A            | 33         | 11         | 11         | 5     | 3     | 1     | 8              | 3              | 2              | 46     | 17     | 14     |
| 2020/21     | Juventus    | Serie A            | 20         | 4          | 3          | 1     | 0     | 0     | 5              | 1              | 0              | 26     | 5      | 3      |
| 2021/22     | Juventus    | Serie A            | 29         | 10         | 5          | 5     | 2     | 0     | 5              | 3              | 1              | 39     | 15     | 6      |
| Club Totaal | Club Totaal | Club Totaal        | 210        | 82         | 41         | 30    | 15    | 4     | 53             | 18             | 3              | 293    | 115    | 48     |
| 2022/23     | AS Roma     | Serie A            | 25         | 12         | 7          | 2     | 1     | 0     | 11             | 5              | 1              | 38     | 18     | 8      |
| 2023/24     | AS Roma     | Serie A            | 28         | 13         | 9          | 2     | 1     | 0     | 9              | 2              | 1              | 39     | 16     | 10     |
| 2024/25     | AS Roma     | Serie A            | 13         | 2          | 0          | 0     | 0     | 0     | 5              | 0              | 1              | 18     | 2      | 1      |
| Club Totaal | Club Totaal | Club Totaal        | 66         | 27         | 16         | 4     | 2     | 0     | 25             | 7              | 3              | 95     | 36     | 19     |
| TOTAAL      | TOTAAL      | TOTAAL             | 382        | 138        | 73         | 38    | 17    | 4     | 78             | 25             | 6              | 498    | 180    | 83     |

Bijgewerkt tot en met 16 december 2024.

## Interlandcarrière

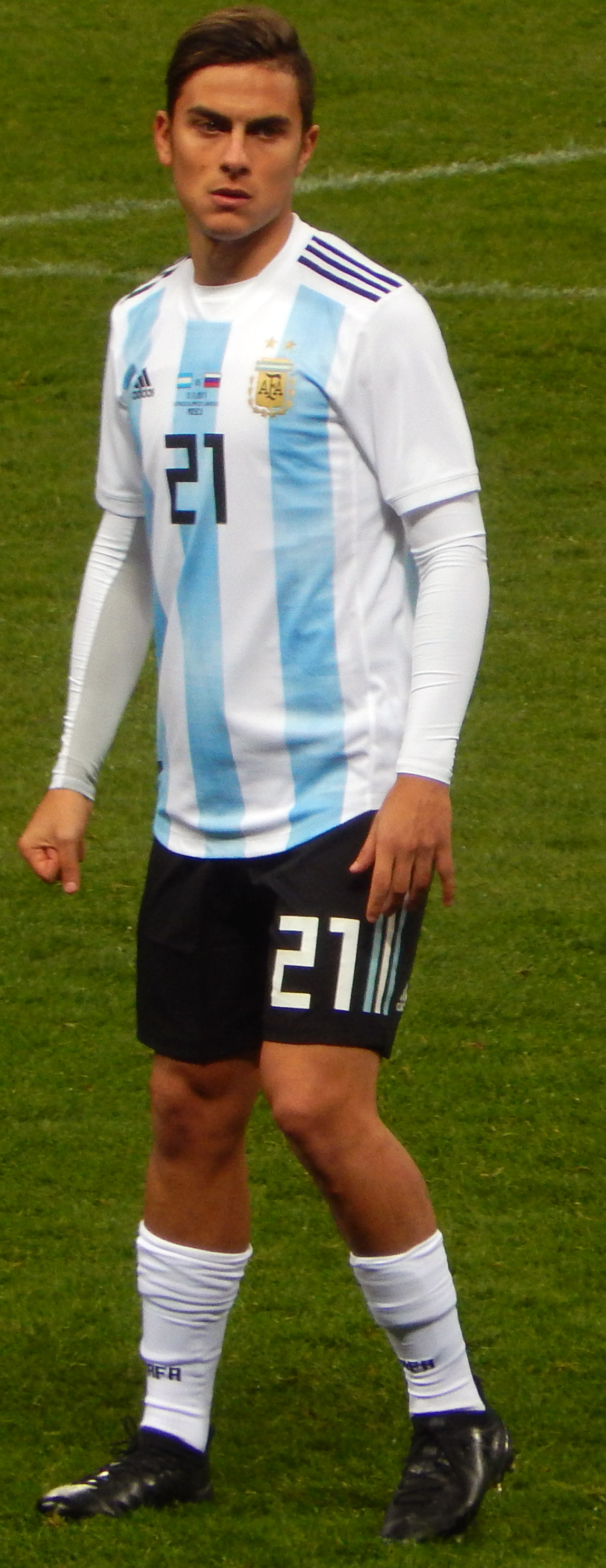
Dybala in het shirt van Argentinië in 2017

In juli 2012 ontving Dybala een uitnodiging voor Argentinië –20, maar hij wees de invitatie af. Hij had ook voor Polen of Italië mogen uitkomen, maar Dybala gaf reeds aan in het Argentijns voetbalelftal te willen spelen. Op 22 september 2015 riep bondscoach Gerardo Martino hem voor het eerst op voor het nationaal elftal van Argentinië voor de WK-kwalificatiewedstrijden tegen Ecuador en Paraguay in oktober 2015. In de interland tegen Paraguay op 13 oktober 2015 (0–0) maakte Dybala zijn debuut voor Argentinië: een kwartier voor tijd verving hij Carlos Tévez. Op 21 mei 2018 werd bekendgemaakt dat Jorge Sampaoli Dybala had geselecteerd voor het WK 2018. Argentinië werd in de achtste finale uitgeschakeld door Frankrijk. Dybala speelde enkel in de groepswedstrijd tegen Kroatië nadat hij Enzo Pérez verving.
Op 21 november 2018 scoorde Dybala voor het eerst voor zijn nationale team. Nadat hij andere doelpuntenmaker Mauro Icardi verving, scoorde hij vlak voor tijd de 2-0 in een oefeninterland tegen Mexico. Dybala werd door Lionel Scaloni geselecteerd voor de Copa América 2019. Dybala speelde zes wedstrijden waarvan drie als invaller. In de wedstrijd om de derde plaats tegen Chili startte Dybala in de basis en scoorde hij. De wedstrijd werd gewonnen (2-1).
Tijdens het wereldkampioenschap voetbal 2022 werd hij met het elftal wereldkampioen na het winnen van de finale tegen Frankrijk met een 4-2 eindstand na strafschoppen. Zelf scoorde hij als invaller de tweede penalty in deze reeks en was het tevens ook zijn het enige actiemoment op het wk.
| Interlands van Paulo Dybala voor Argentinië | Interlands van Paulo Dybala voor Argentinië | Interlands van Paulo Dybala voor Argentinië | Interlands van Paulo Dybala voor Argentinië | Interlands van Paulo Dybala voor Argentinië | Interlands van Paulo Dybala voor Argentinië |
| №                                           | Datum                                       | Wedstrijd                                   | Uitslag                                     | Competitie                                  | Goals                                       |
| Als speler bij Juventus                     | Als speler bij Juventus                     | Als speler bij Juventus                     | Als speler bij Juventus                     | Als speler bij Juventus                     | Als speler bij Juventus                     |
| ------------------------------------------- | ------------------------------------------- | ------------------------------------------- | ------------------------------------------- | ------------------------------------------- | ------------------------------------------- |
| 1.                                          | 14 oktober 2015                             | Paraguay – Argentinië                       | 0 – 0                                       | Kwalificatie WK 2018                        |                                             |
| 2.                                          | 14 november 2015                            | Argentinië – Brazilië                       | 1 – 1                                       | Kwalificatie WK 2018                        |                                             |
| 3.                                          | 17 november 2015                            | Colombia – Argentinië                       | 0 – 1                                       | Kwalificatie WK 2018                        |                                             |
| 4.                                          | 2 september 2016                            | Uruguay – Argentinië                        | 0 – 1                                       | Kwalificatie WK 2018                        |                                             |
| 5.                                          | 7 oktober 2016                              | Peru – Argentinië                           | 2 – 2                                       | Kwalificatie WK 2018                        |                                             |
| 6.                                          | 12 oktober 2016                             | Argentinië – Paraguay                       | 0 – 1                                       | Kwalificatie WK 2018                        |                                             |
| 7.                                          | 9 juni 2017                                 | Brazilië – Argentinië                       | 0 – 1                                       | Vriendschappelijk                           |                                             |
| 8.                                          | 13 juni 2017                                | Singapore – Argentinië                      | 0 – 6                                       | Vriendschappelijk                           |                                             |
| 9.                                          | 1 september 2017                            | Uruguay – Argentinië                        | 0 – 0                                       | Kwalificatie WK 2018                        |                                             |
| 10.                                         | 6 september 2017                            | Argentinië – Venezuela                      | 1 – 1                                       | Kwalificatie WK 2018                        |                                             |
| 11.                                         | 11 november 2017                            | Rusland – Argentinië                        | 0 – 1                                       | Vriendschappelijk                           |                                             |
| 12.                                         | 14 november 2017                            | Argentinië – Nigeria                        | 2 – 4                                       | Vriendschappelijk                           |                                             |
| 13.                                         | 21 juni 2018                                | Kroatië – Argentinië                        | 3 – 0                                       | WK 2018                                     |                                             |
| 14.                                         | 12 september 2018                           | Colombia – Argentinië                       | 0 – 0                                       | Vriendschappelijk                           |                                             |
| 15.                                         | 11 oktober 2018                             | Argentinië – Irak                           | 4 – 0                                       | Vriendschappelijk                           |                                             |
| 16.                                         | 16 oktober 2018                             | Brazilië – Argentinië                       | 1 – 0                                       | Vriendschappelijk                           |                                             |
| 17.                                         | 17 november 2018                            | Argentinië – Mexico                         | 2 – 0                                       | Vriendschappelijk                           |                                             |
| 18.                                         | 21 november 2018                            | Argentinië – Mexico                         | 2 – 0                                       | Vriendschappelijk                           | 87'                                         |
| 19.                                         | 26 maart 2019                               | Marokko – Argentinië                        | 0 – 1                                       | Vriendschappelijk                           |                                             |
| 20.                                         | 8 juni 2019                                 | Argentinië – Nicaragua                      | 5 – 1                                       | Vriendschappelijk                           |                                             |
| 21.                                         | 23 juni 2019                                | Argentinië – Qatar                          | 0 – 2                                       | Copa América 2019                           |                                             |
| 22.                                         | 28 juni 2019                                | Venezuela – Argentinië                      | 0 – 2                                       | Copa América 2019                           |                                             |
| 23.                                         | 3 juli 2019                                 | Brazilië – Argentinië                       | 2 – 0                                       | Copa América 2019                           |                                             |
| 24.                                         | 6 juli 2019                                 | Argentinië – Chili                          | 2 – 1                                       | Copa América 2019                           | 22'                                         |
| 25.                                         | 6 september 2019                            | Chili – Argentinië                          | 0 – 0                                       | Vriendschappelijk                           |                                             |
| 26.                                         | 11 september 2019                           | Argentinië – Mexico                         | 4 – 0                                       | Vriendschappelijk                           |                                             |
| 27.                                         | 9 oktober 2019                              | Duitsland – Argentinië                      | 2 – 2                                       | Vriendschappelijk                           |                                             |
| 28.                                         | 13 oktober 2019                             | Argentinië – Ecuador                        | 6 – 1                                       | Vriendschappelijk                           |                                             |
| 29.                                         | 18 november 2019                            | Argentinië – Uruguay                        | 2 – 2                                       | Vriendschappelijk                           |                                             |

## Privéleven
De grootvader van Dybala, Bolesław Dybała, werd geboren in Polen, meer bepaald in Kraśniów. Hij heeft ook Italiaanse roots, zijn grootmoeder aan zijn moeders kant (Da Messa) kwam uit Napels.

## Erelijst
| Competitie          |            |                                             |            |            |
| Competitie          | Aantal     | Jaren                                       |            |            |
| US Palermo          | US Palermo | US Palermo                                  | US Palermo | US Palermo |
| ------------------- | ---------- | ------------------------------------------- | ---------- | ---------- |
| Serie B             | 1x         | 2013/14                                     |            |            |
| Juventus            |            |                                             |            |            |
| Serie A             | 5x         | 2015/16, 2016/17, 2017/18, 2018/19, 2019/20 |            |            |
| Coppa Italia        | 4x         | 2015/16, 2016/17, 2017/18, 2020/21          |            |            |
| Supercoppa Italiana | 3x         | 2015, 2018, 2020                            |            |            |

| Competitie                     | Winnaar    | Winnaar    | Runner-up  | Runner-up  | Derde      | Derde      |
| Competitie                     | Aantal     | Jaren      | Aantal     | Jaren      | Aantal     | Jaren      |
| Argentinië                     | Argentinië | Argentinië | Argentinië | Argentinië | Argentinië | Argentinië |
| ------------------------------ | ---------- | ---------- | ---------- | ---------- | ---------- | ---------- |
| FIFA-wereldkampioenschap       | 1x         | 2022       |            |            |            |            |
| CONMEBOL Copa América          |            |            |            |            | 1x         | 2019       |
| CONMEBOL–UEFA Cup of Champions | 1x         | 2022       |            |            |            |            |